# Ulf Greder
Ulf Greder, född 1949 i Stockholm är en svensk målare och grafiker. 

## Biografi
Greder började måla redan i sin ungdom och är som konstnär autodidakt. Han debuterade i en utställning i Stockholm och har därefter medverkat i ett stort antal samlingsutställningar och separatutställningar i London och Stockholm sedan slutet på 1970-talet. På sjuttiotalet flyttade han till Frankrike för att finna inspiration, och har sedan dess bott i såväl Italien, Indien, USA och är sedan 1972 verksam i London. Bland hans offentliga arbeten märks utsmyckningar för Fenno Scandia, Reuters och Alfa Laval i London. Hans konst består av figurativa motiv i en nyrealistisk stil, med bilder av det dagliga livet i England men han hämtar även motiv från Frankrike, Italien och USA. Hans grafikmapp Voyage Gastronomique, en serie om fem blad köptes av Svenska Industriförbundet, Stockholms Byggmästarförening och Swedish International, London.